# Chant grégorien en France aux XVIIe et XVIIIe siècles
 (mars 2021).
Le chant grégorien en France aux XVIIe et XVIIIe siècles, soit durant la Renaissance, connaît d'importants changements et sa pratique dans la liturgie subit un déclin rapide. Quelques tentatives sont entreprises afin de le rétablir, mais le gallicanisme et la Révolution provoquent son affaiblissement, puis sa disparition.

## Du chant grégorien au plain-chant
Depuis sa création et jusqu'à la Renaissance, le chant grégorien n'a pas connu de grandes modifications. Il conservait une grande uniformité, à la fois à travers les âges et dans diverses parties de l'Europe. Ainsi, à la fin du XIXe siècle, Dom André Mocquereau, moine de l'abbaye Saint-Pierre de Solesmes étudiant les manuscrits anciens dans de nombreuses archives européennes, s'étonnait qu'un manuscrit d'Ivrée du XIe siècle et celui du XVIIe siècle dans la même région fussent identiques.

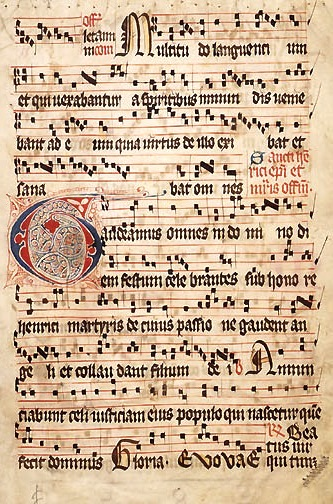
Vers 1030, la notation en quatre lignes fut inventée par Guido d'Arezzo. Puis, la notation à gros carrés apparut au XIVe siècle, à la suite de l'évolution de format des livres de chant (Graduel Aboense, vers 1400).

À partir du XVe siècle, le chant subit une profonde évolution. Les neumes anciens furent entièrement remplacés par la notation à gros carrés dans presque toute l'Europe, malgré une certaine réticence des moines en Suisse et en Allemagne. Bien que ce changement eut pour effet de faire disparaître l'« enregistrement écrit », il eut pour mérite de rendre le solfège plus facile. La modification de la nature du chant pouvait être possible :

« Or, les premiers copistes du chant grégorien, très imparfaits sur le plan diastématique (notation précise des intervalles mélodiques), ont, par contre, noté soigneusement la partie expressive, « musicale » de la mélodie. Les graphies les plus anciennes avaient donc une double signification : mélodique et expressive. Par la suite, on chercha à représenter toujours plus parfaitement les intervalles mélodiques, mais, tandis que l'on y parvenait, disparurent de plus en plus les particularités les finesses interprétatives, et l'on en vint rapidement à écrire toutes les notes de façon identique. En raison de ce nivellement extérieur, le chant grégorien parut être — et devint, en fait — un « cantus planus », c'est-à-dire un chant privé de toute valeur expressive. Ce nom de « plain-chant » qui, aujourd'hui encore, désigne si souvent le chant grégorien, est à écarter, car il est l'expression d'un a priori faux. »

— Dom Eugène Cardine, Sémiologie grégorienne, p. 2 (1970)
Parmi les trois circonstances qui provoquèrent la modification du chant, le mouvement de la Renaissance était la plus importante. Les humanistes attaquèrent le chant grégorien, sous prétexte qu'il s'agissait d'une musique archaïque et trop primitive. En outre, ils pensaient que la composition d'après l'accentuation ainsi que le mélisme sur la syllabe accentuée du chant grégorien étaient incompréhensibles. S'il s'agissait exactement de la nature du latin tardif selon laquelle le chant grégorien était composé, les humanistes critiquaient celui-ci, selon la quantité syllabique que la Renaissance avait redécouverte dans les œuvres classiques. À l'université de Paris, cette accusation était toujours de mise, surtout pour Jean Le Munerat au XVe siècle.

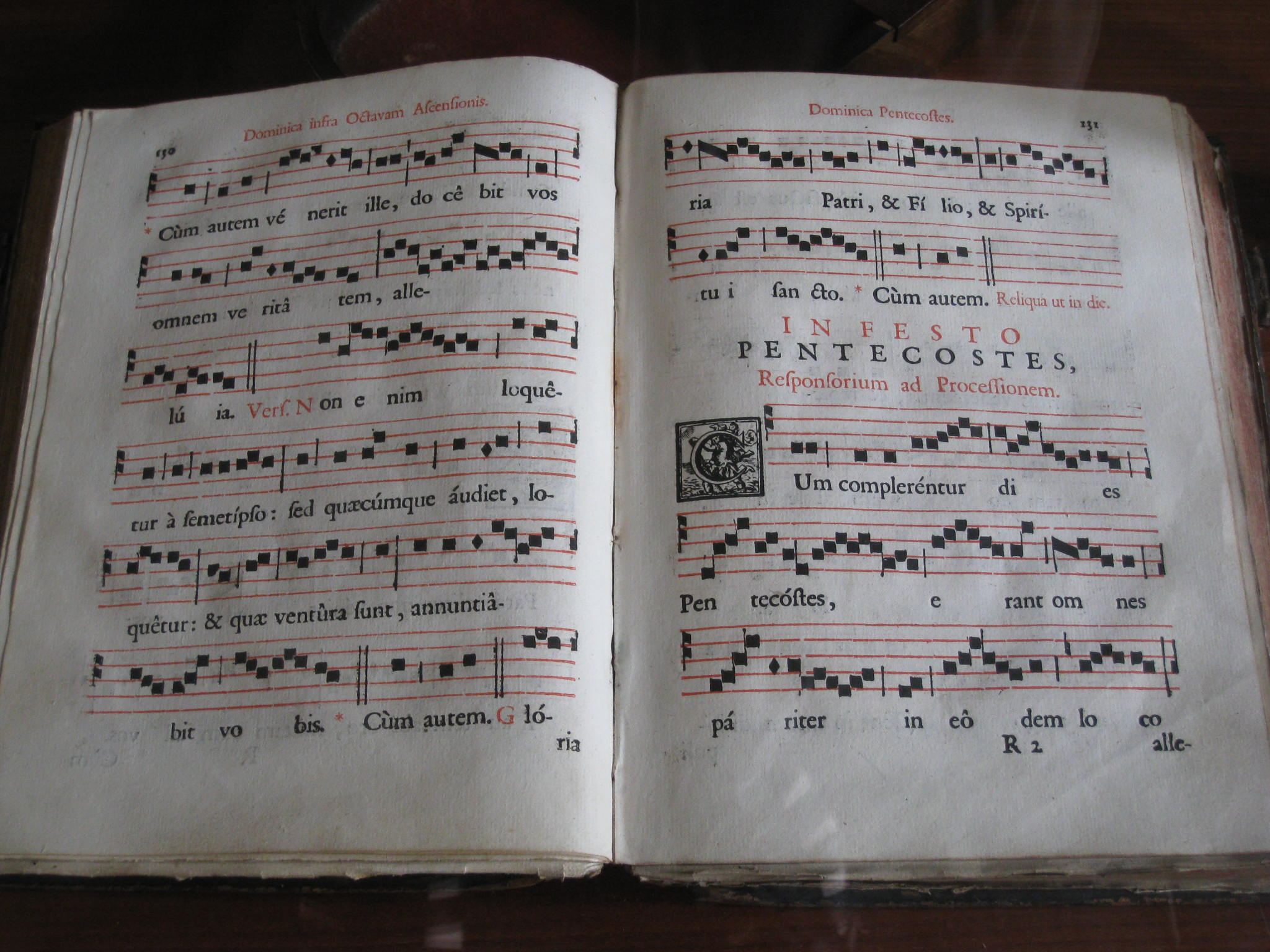
Un livre de chant après la Renaissance.

Le résultat était vraiment lourd. Dans l'Édition médicéenne publiée par le Saint-Siège en 1614 et 1615, l'Alléluia devenait un simple plain-chant. Pour la célébration de Pâques, le plus solennel dans le calendrier liturgique, il ne comptait que 15 notes chantées lentement l'une après l'autre.

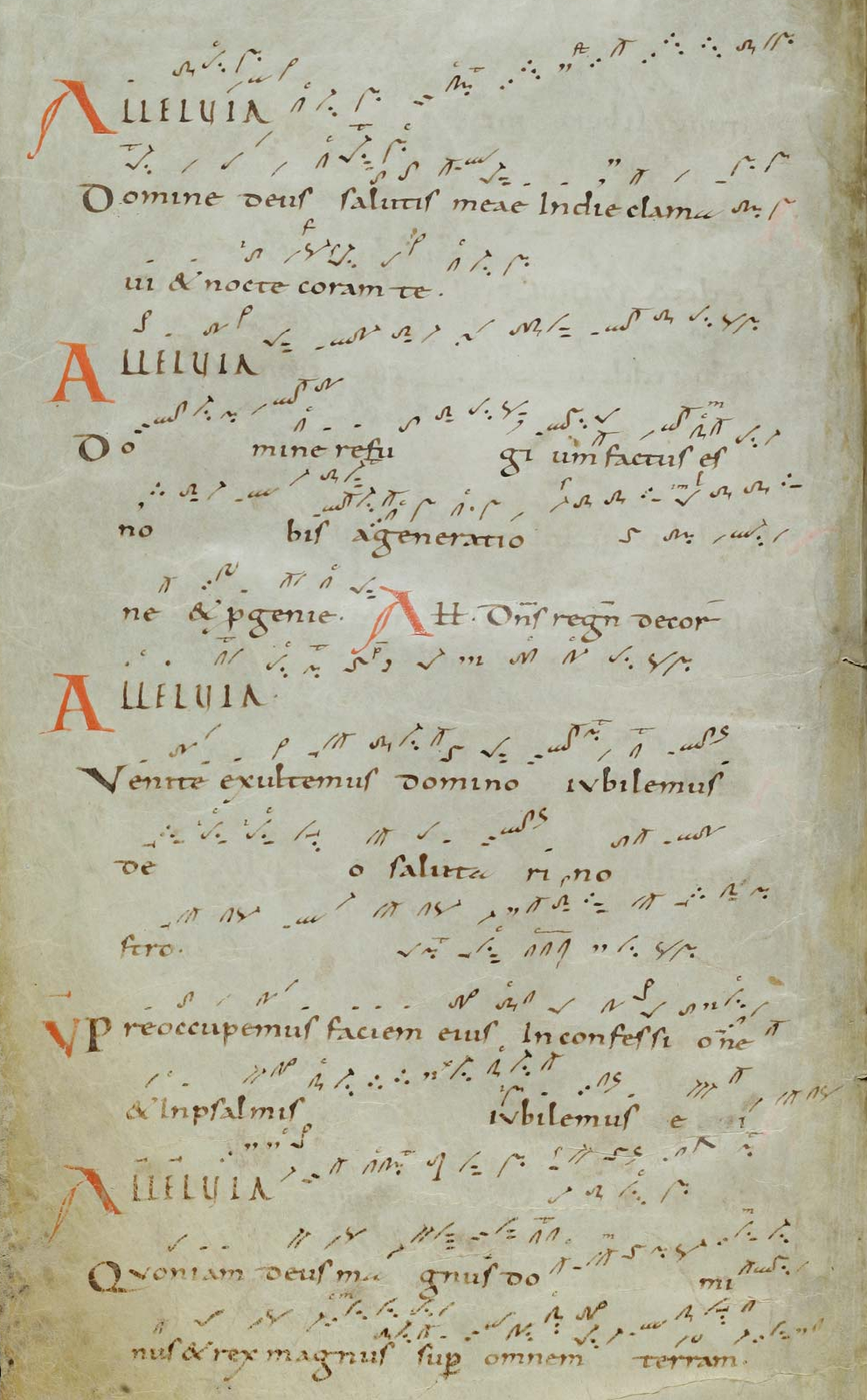
Manuscrit du cantatorium de Saint-Gall (vers 922 - 925), la meilleure notation grégorienne réservée aux chantres, à savoir solistes. Le mélisme était effectivement développé pour l'Alléluia, selon le contexte théologique. Car, la dernière syllabe ia est le diminutif de Yahvé.

## D'abord, la décadence
À la suite du concile de Trente, il fallait que les livres de chant de l'Église fussent remaniés. Néanmoins, même au début du XVIIe siècle, le Vatican n'avait publié aucun livre. En raison de plusieurs obstacles à Rome, l'Édition médicéenne ne sortit qu'en 1614. Cette absence de livres entraîna, surtout en France, une énorme déchéance du chant grégorien. Étant donné que le Saint-Siège n'avait rien sorti, la publication officielle était impossible. L'on commença à corriger et à annoter d'anciens livres, mais la modification fut effectuée sous influence de la théorie de quantité syllabique ou même sans règles.
En face de la situation catastrophique, l'Assemblée de clergé de France décida, en 1612, de sortir « les livres d'usage romain », sans attendre l'arrivée de ceux de Rome. Mais dans ce cas, il fallait naturellement et absolument que la publication fût exécutée, avec des initiatives privées. Par conséquent, les prix de livres augmentèrent considérablement, tandis que la qualité de l'impression était horriblement mauvaise. Faute de livres disponibles, les modifications sans autorisation étaient habituelles et nombreuses.
La situation était donc tout à fait défavorable pour le chant grégorien. En tant qu'il était son défenseur, un bénédictin auprès de la congrégation de Saint-Maur était, à cette époque, un témoin de la décadence, notamment provoquée de la théorie de quantité.

« Les Accens qu'ils se persuadent parfaitement bien faire en cette langue estant une pure chimère, et qu'ils prennent pour la quantité latine, une capilotade composée, en sa plus grande partie, des règles du chant et [...] de celles de la grammaire.
Le chant n'avoit pas besoin des correctons qu'on y a faites [qui l'ont] misérablement transformé en un horrible monstre. »

— Dom Jacques P. Le Clerc, Traité du chant ecclésiastique (manuscrit non publié, vers 1665)

## Guillaume-Gabriel Nivers
Vers 1651,, Guillaume-Gabriel Nivers fut nommé organiste auprès de l'église Saint-Sulpice. Étant également compositeur et enseignant, il soutenait les religieux et religieuses. Ces dernières, moniales, lui demandèrent de disposer de graduels et antiphonaires, sans longs mélismes, afin de faciliter la pratique des offices.
En dépit de la jeunesse de cet organiste, des œuvres présentées obtinrent en 1657 l'approbation de l'archevêque de Paris, cardinal Jean-François Paul de Gondi.
Selon ces approbations et privilèges, les graduels destinés aux moniales des ordres de Saint-Benoît, de Saint-Augustin et de Saint-François furent respectivement publiés l'année suivante, chez Robert III Ballard à Paris,. Il est probable que les premières éditions de l'antiphonaire furent perdues, car il est évident que les approbations avaient été données pour  les deux publications , celle du graduel et de l'antiphonaire.
Malgré ces permissions, la façon du remaniement jusqu'en 1682 reste assez obscure. Peut-être Nivers abrégeait-il les mélodies, sans examiner les manuscrits dans les archives. Notamment, il raccourcissait le mélisme long sur une seule syllabe, comme le livre de John de Merbecke. Il est toutefois possible qu'il consultât les versions françaises de l'Édition médicéenne. Il s'agissait de l'édition de Digne ou de Toul, initialement publiée par les frères Le Belgrands à Toul en 1624, puis à Paris en 1671,. En outre, auprès des paroisses, le chant simplifié était déjà en usage.
Un autre défaut de cette période concernerait le sujet du titre. Celui employé depuis la première publication, « romano-monasticum », n'est pas normal, car le terme « romanum » signifie l'approbation du Saint-Siège et que le mot « monasticum » a besoin de l'autorisation de son ordre. Il est douteux que Nivers obtînt exactement l'approbation du Vatican. Selon Denise Launay, le terme « romanum » disparut pendant quelques années dans les livres de chant, une fois que l'auteur eût ouvertement dénoncé son obédience à Rome, dans son œuvre Dissertation sur le chant grégorien sortie en 1683. Ainsi, lors de la réimpression en faveur des Bénédictines en 1687, le qualificatif « romanum » fut supprimé.
Par ailleurs, en 1670, François Harlay de Champvallon fut nommé archevêque de Paris :

« François par la grace de Dieu & du Saint Siege Apostolique Archevêque de Paris. Veu par nous les Approbations des Docteurs & Maistres qui ont examiné les Graduels & Antiphonaires notez par le Sieur Nivers, conformément au Chant Grégorien modifié pour les Religieuses, par lesquelles il nous est apparu que dans les Chants composez par ledit Nivers il n'y a rien qui ne ressente la devotion que requiert le Service Divin, nous permottons de r'imprimer lesdits Livres, pour l'usage & devotion des Religieuses qui chantent ordinairement le Plainchant. DONNE' à Paris en nostre Palais Archiepiscopal, ce cinquiéme May mil six cens soixante-onze. »

— Approbations de François Harlay de Champvallon, archevêque de Paris (1671)
À la suite de cette autorisation, de nouvelles publications furent exécutées. Étaient concernés les antiphonaires réservés aux moniales de l'ordre de Saint-Benoît ainsi que de l'ordre de Saint-Augustin. En faveur des religieuses bénédictines, un graduel « romano-monasticum »  fut aussi édité  dans la même année.

## Début de la restauration
Si la méthode de rédaction de Nivers fut améliorée, c'était vraisemblablement grâce à Michel Colbert, abbé général de l'ordre des Prémontrés. En effet, celui-ci demanda en 1677 à cet organiste sa collaboration afin de préparer de nouveaux chants de livre pour l'Ordre, un graduel et un antiphonaire. La publication de ces derniers eut lieu le 15 juillet 1680 à compte de Nivers tandis que celui-ci pouvait approfondir ses études sur les sources critiques.
Par la suite, en 1682, le travail de Nivers connut une étape importante. Soutenu par Henry Du Mont et Pierre Robert, les deux sous-maîtres de la chapelle royale, Nivers commença à remanier ses graduel et antiphonaire tout en consultant les sources romaines. Il est certain que selon son livre sorti en 1683, il examina alors non seulement les manuscrits romains mais aussi les œuvres des cardinaux Robert Bellarmin et Giovanni Bona.
On ignore le mois où sortit la publication de la « Dissertation sur le chant grégorien dédiée au Roy ». Selon la revue le Mercure galant, cet organiste du Roi était l'un des 35 candidats qui participèrent au grand concours organisé en avril, pour élire  les quatre sous-maîtres de la chapelle royale. D'après la page de titre, il publia cette œuvre « Aux dépens de l'Auteur. » D'autre part, il avait soigneusement sélectionné un verset, celui du début de psaume 45 (44) : « Eructavit cor meum verbum bonum : dico ego opera mea Regi (De mon cœur jaillit un beau chant ; je dis : « Mon œuvre est pour le Roi. ») » Quoi qu'il en soit, il s'agissait d'un livre de bonne qualité pour promouvoir le chant grégorien. En 2012, une réimpression moderne fut effectuée chez Hachette, en collaboration avec la Bibliothèque nationale.
L'objectif du livre était de prouver que le chant romain, à savoir chant grégorien, était légitime et le meilleur pour les offices, même dans le royaume de France. Dans cette optique, Nivers y présentait en détail l'histoire du chant, à partir des œuvres de saint Augustin d'Hippone. Ce livre possédant des analyses dans ses notations :

« Les anciens Manuscrits de Rome, qui sont beaucoup différens des Impressions en plusieurs éditions mesmes de Rome, lesquelles encore sont entr'elles diverses en quelques parties, découvrent assez clairement quelque alternation de la pureté originale du Chant Grégorien, mesme Dans Rome. »

Cette hypothèse d'alternativité, depuis la première diffusion du chant grégorien selon lui, est, bien entendu considérée comme incorrecte aujourd'hui. Malgré cela, Nivers posa le premier pas pour la restauration scientifique du chant grégorien, en comparant attentivement les manuscrits historiques. Les pages depuis la 122 jusqu'à la 144 de la Dissertation étaient consacrées quasiment aux comparaisons des notations. Confié officiellement par les deux sous-maîtres, le 31 mars 1682, le remaniement du graduel romain et de l'antiphonaire romain fut effectué de cette manière, et parachevé respectivement en 1697 et 1701.
Malheureusement pour Nivers, à cette époque-là, les manuscrits romains consistaient évidemment dans les éditions post-tridentines. Par conséquent, il termina sa carrière, sans connaître les caractéristiques authentiques du chant grégorien.
Par ailleurs, il faut remarquer qu'entre 1671 et 1686, le qualificatif « romanum » avait quasiment disparu, à savoir, à l'exception de la publication en 1687 du Graduale romanum réservé aux moniale augustines. Cela signifie une autorisation particulière du Saint-Siège.

## Plus fréquemment, plain-chant
Malgré ce commencement de la restauration du chant, la pratique des notes égales restait toujours suivie. En 1673, deux moines bénédictins de la congrégation de Saint-Maur écrivaient :

« L'essence du plain-chant consiste dans l'égalite de ses notes [...] les lettres des mots lui sont échues en partage, sans se soucier des accents ny de la quantité dont l'observation luy feroit perdre son égalité »

— Dom Jacques P. Le Clerc et Dom Pierre-Benoît de Jumilhac, Science et pratique du plain-chant, où tout ce qui appartient à la pratique est étably
Donc, ce phénomène était partiellement une antithèse contre la modification d'après la théorie de quantité syllabique des humanistes qui attaquaient sans arrêt le chant grégorien depuis la Renaissance. Mais selon Denise Launay, la cause principale était l'absence de capacité des musicologues de l'époque. Il est fortement probable qu'ils n'étaient pas capables de déchiffrer les neumes anciens, ni rythmiques, ni mélodiques,.

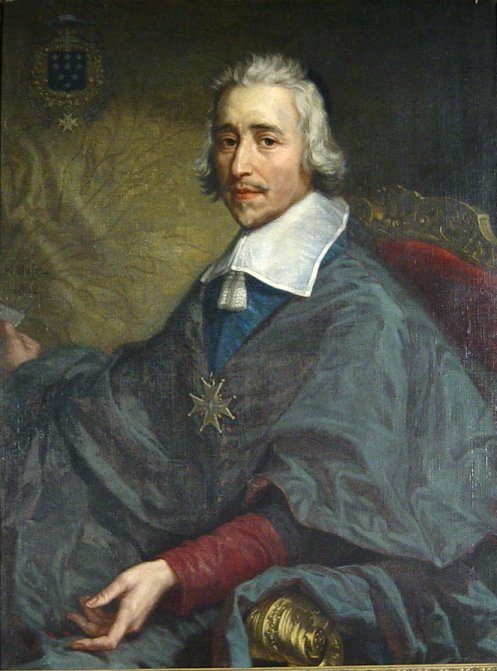
Hardouin de Péréfixe de Beaumont († 1671), archevêque de Paris, causa la déchéance de livres de chant en grégorien. Certes, il luttait contre le jansénisme. Pourtant, c'est lui qui introduisit deux Jansénistes dans la commission pour le remaniement du bréviaire. Enfin, celle-ci décida de remplacer les hymnes traditionnelles en grégorien par de nouvelles poésies spirituelles, sous prétexte que les textes des hymnes avaient été composés tardivement.

La tendance s'amplifiait de la composition du dit « plain-chant musical. » Parmi les compositeurs, le nom d'Henry Du Mont, sous-maître de la chapelle royale jusqu'en 1683, est le plus connu. Écrits en notation à gros carrés tel le chant grégorien, mais il s'agissait des chants syllabiques sur les deux modes, majeur et mineur, avec utilisation des deux notes sensibles de la tonique et de la quinte, et constitués des notes longues et des brèves deux fois plus courtes.
En réalité, à cette époque-là dans l'archidiocèse de Paris, une réforme liturgique avait lieu, avec la révision du Bréviaire romain parisien, à la suite de la nomination par Louis XIV en 1662 , comme archevêque de Paris de Mgr Hardouin de Péréfixe de Beaumont . La rédaction put se commencer  en 1671, après que Mgr François Harlay de Champvallon fût arrivé à Paris l'année précédente, en tant que successeur. Le bréviaire dit de Harlay, sorti en 1680, puis l'antiphonaire en 1681, se caractérisaient par ses particularités. Il s'agissait de l'ordre musical inhabituel. Notamment, le responsable musical Claude Chastelain y présentait un appendice noté en plain-chant, mais rangé selon la classification néo-grecque, d'un à treize, à la place de l'ordre grégorien en huit modes. Puis, dans l'hymnaire, les hymnes traditionnelles furent remplacées par des poésies nouvelles, inspirées de l'Écriture Sainte. Pour ces textes nouveaux, il fallait que fût publié le livre de chant intitulé les Hymni sacri et novi, en « plain-chant musical ». Celui-ci dont Henry Du Mont et Pierre Robert étaient parmi les compositeurs fut publié en 1689, après la mort de Du Mont.

« Chose curieuse à noter, leur succès semble s'être affirmé surtout, quand l'instinct populaire eut réduit la mélodie au diatonisme et les notes simples et doubles à des durées pratiquement égales. Ce genre de composition, si bâtard, montre bien le peu d'intérêt que présentait ce qui restait du chant grégorien. »

— Dom Eugène Cardine, Vue d'ensemble sur le chant Grégorien
Un autre défenseur des notes égales, c'était Guillaume-Gabriel Nivers lui-même. Il accusait le style de la musique profane dans l'Église de son temps , par exemple, les ornements comme dans les airs d'opéra. Dans son livre sorti en 1750, l'abbé Léonard Poisson citait les règles de Nivers : « Pour bien chanter le Plain-chant de l'Église, dit M. Nivers, il n'y faut rien ajouter, ni diminuer, mais simplement chanter ce qui est dans le Livre. » Nivers avait écrit en 1683, en sachant que, tout comme les Mauristes, était fausse la théorie de la quantité :
« Si vous ôtez cette mesure d'égalité, en mettant des Notes longues & des Notes brèves, vous détruisez l'essence du Plainchant : & ainsi toutes les Notes & les syllabes indifféremment longues & brèves, doive estre égales sans observer aucune quantité de Grammaire. »
En fait, la composition du chant grégorien avait été effectuée selon l'accentuation du latin. Donc, de nos jours, il faut remplacer les disciplines de Nivers par celles de Dom Cardine, selon les études sémiologiques :

« Conclusion n° 78 b) : la mélodie grégorienne est trop « connaturelle » au texte latin et à son rythme pour que l'on puisse y adapter normalement des textes d'une autre langue, car, en la privant de la langue qui l'a « animée » au sens strict, on la dénature, et on contredit les lois qui sont à la base de sa composition. »

— Dom Eugène Cardine, Première année de chant grégorien, cours aux étudiants de l'Institut pontifical de musique sacrée de Rome, p. 58
Enfin, la doctrine des notes égales fut maintenue, jusqu'à ce que le congrès de Paris la réfute définitivement en 1860. En effet, il avait fallu attendre la découverte de Félix Danjou, celle du 18 décembre 1847. Il s'agissait du codex H. 159 de la Bibliothèque de la faculté de médecine de Montpellier, une double notation accompagnée des alphabets, vraie pierre de Rosette musicale.

## Chant grégorien en tant que chant ecclésiastique

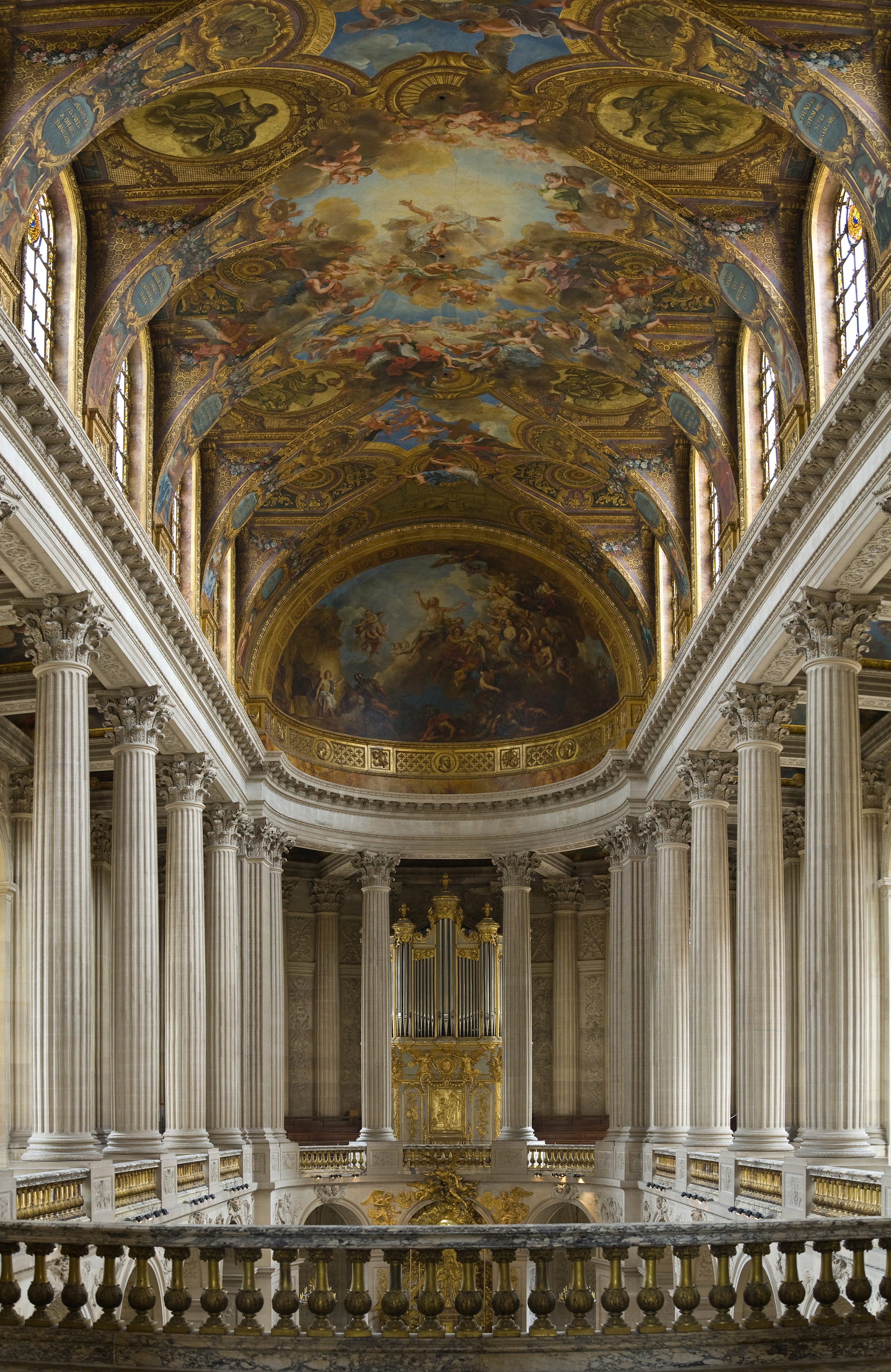
Sous le règne du roi Louis XIV, les offices du dimanche et des fêtes étaient assurés en grégorien ou plain-chant, à la chapelle royale.

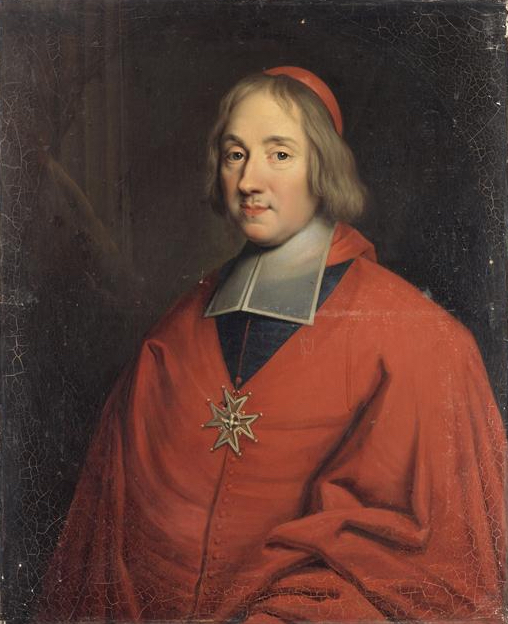
L'archevêque de Paris Louis-Antoine de Noailles respectait et protégeait effectivement la tradition du chant grégorien.

Depuis le roi François Ier, plus précisément dès 1543, la charge de maître de chapelle royale était toujours réservée aux ecclésiastiques de haut rang. Les musiciens n'étaient que sous-maîtres. Comme cette hiérarchie était respectée même à la cour, la célébration de la messe du dimanche et des fêtes d'obligation demeurait en grégorien ou en plain-chant. Surtout, lors des fêtes, il fallait chanter le propre du jour. Plusieurs livres de ce chant en grégorien ou en plain-chant sont conservés à la Bibliothèque municipale de Versailles (manuscrits musicaux 271 - 275), à la Bibliothèque nationale (Département des manuscrits, Ms latin 8288) ainsi qu'aux Invalides.
Cette coutume ecclésiastique aurait été renforcée en 1685, à la suite de l'édit de Fontainebleau, et aussi avec la révocation de l'édit de Nantes. En effet, il fallait dorénavant que tous les offices du royaume fussent célébrés en latin, sans exception. Ainsi, sur ordre de Louis XIV, les psaumes en français d'Antoine Godeau, autorisés auparavant par le même roi avec privilège, furent supprimés par un arrêt du parlement de Paris, le 14 janvier 1986.
En 1695, Louis-Antoine de Noailles fut nommé archevêque de Paris, cette nomination était favorable pour le chant grégorien, car il fit continuer l'impression des livres de Nivers, sans que la qualité des offices ne soit dégradée à cause de mauvais livres de chant :

« L'impression des Livres de l'Église étant expirez depuis longtemps, cela a donné lieu à quelques particuliers de réimprimer l'ancien chant grégorien ... sans aucune autorité ... y ayant inséré des notes irrégulières contre la substance du chant grégorien, changé ou transposé d'autres, de sorte qu'estant remply de quantité de fautes contre les règles de la bienséance ecclésiastique, les Éditions différentes de ces corruptions ont causé des discords notables dans les Chœurs en la célébration des Offices divins ; c'est ce qui a obligé plusieurs personnes constituées en dignité d'engager nostre ami & feal G. G. Nivers, compositeur et organiste de nostre Chapelle de musique et de plein-chant, de travailler & disposer une copie, la plus correcte et la plus parfaite qui se puisse faire, dudit ancien chant grégorien sur tous les Livres d'Église, pour servir de modèle aux impressions qui s'en pourront faire & garder l'uniformité si recommandable du Chant ecclésiastique. »

— Préface de l'Antiphonarium romanum juxta breviarium sacrosancti concilii Tridentini (1701)
Avec un graduel sorti en 1697, cet antiphonaire devint édition définitive de Nivers. Ces versions définitives "romaines " employaient notamment des notes à très gros carrés qui indiquent la possibilité de l'usage à la chapelle royale ou ailleurs.
À Lyon, la maison des Valfray, imprimeur du Roy et faisant l' édition consacrée aux livres liturgiques,  continuait à publier les livres de chant, notamment pour les ordres religieux, jusqu'aux dernières décennies du XIXe siècle. Ainsi, elle imprima en 1720 le Graduale romanum juxta missale ex decreto sacrosancti concilii Tridentini.
Les ecclésiastiques résistaient encore, avec ces livres de chants, à la tendance. Le 22 octobre 1722, un grand motet "Te Deum " de Michel-Richard de Lalande était préparé par Jean-Baptiste Lully fils, pour la célébration du sacre de Louis XV, à Reims. Au dernier moment, « vint un ordre de le chanter en plain chant. »

## Chant grégorien et motet français
Il vaut mieux comparer ce motet français avec la messe à la base du Cantus Firmus de la Renaissance dans laquelle le chant grégorien reste souvent mélodie principale intégrant totalement les Kyrie, Gloria, Credo, Sanctus et Agnus Dei. Par contre, la messe basse ou quotidienne à laquelle le Roi Soleil assistait était toujours récitée tandis que la chapelle royale exécutait simultanément un grand motet et deux petits motets dont le Domine salvum fac regem. 
Au regard de la messe de Requiem, celle des funérailles royales n'était pas non plus de messe en grégorien. Depuis les obsèques d'Henri IV († 1610), c'était le Requiem d'Eustache du Caurroy, dit Requiem des rois de France, devenu coutume royale jusqu'à la Révolution. Comme cette œuvre manque de Dies iræ, il fallait lui adjoindre quelques chants supplémentaires  et plusieurs compositeurs furent chargés de les écrire.

## Activités des Mauristes
Les moines de la congrégation de Saint-Maur restaient fortement actifs. Ainsi à Paris, ils sortirent un antiphonaire en 1705, sous la direction de Dom Denis de Sainte-Marthe et en tant que partie du Sancti Gregorii Papæ I Opera omnia. Si cette publication manquait de notation, il s'agissait de l'Antiphonaire dit de Compiègne (Bibliothèque nationale, lat 17436), témoin le plus ancien des neumes, celui qui remonte en 877 ou plus tôt, et donc du chant grégorien. Il est probable qu'ils connaissaient effectivement l'importance des manuscrits anciens. La Bibliothèque nationale à Paris conserve quelques pages de copies du dit graduel de Sainte-Cécile de Transtévère entreprises au XVIIIe siècle dont le copiste est considéré comme Mauriste. Ce manuscrit se compose exactement des copies du livre de chant en vieux-romain, découvert en 1952 à Londres par deux moines de Solesmes. En ignorant ceux qui concernaient, ce musicologue de Saint-Maur data précisément l'année 1071 où l'édition originelle avait été achevée.
D'ailleurs, ils composaient des plain-chants. Ainsi, l'une des deux versions de l'hymne Te decet laus de saint Benoît de Nursie est de nos jours attribuée à l'adaptation des Mauristes du XVIIe siècle,.
Aussi les éditions critiques tel l'Antiphonale monasticum (2005) excluent-elles la composition tardive , telle celle des Mauristes.

## Abbé Jean Lebeuf et gallicanisme

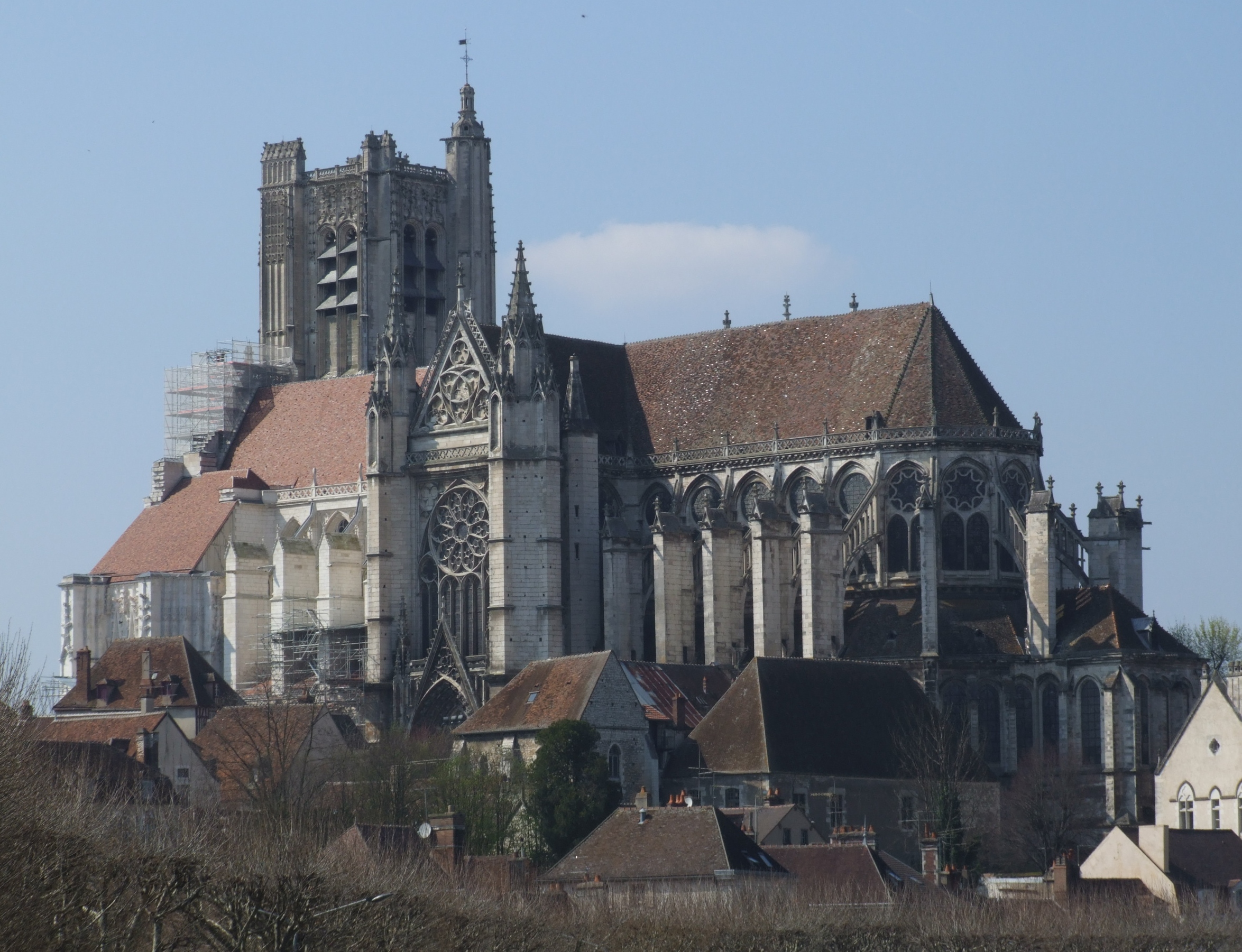
Abbé Jean Lebeuf était chanoine et sous-chantre de la cathédrale d'Auxerre.

Après la restauration de Nivers, les études grégoriennes de l'abbé Jean Lebeuf étaient bien connues depuis son époque. Il est vrai que, n'étant pas content des travaux de cet organiste selon les sources romaines, il consulta tous les manuscrits liturgiques à la bibliothèque royale. De plus, il n'hésita pas à visiter de nombreuses églises dans le royaume, en cherchant les livres de chant anciens. Par exemple, il écrivit : « Cette terminaison paroît avoir été trouvée à Paris sous M. de Harlay, au moins je ne la vois dans aucun livre plus ancien ; on l'a suivie à Orléans, à la Rochelle, à Troyes, à Bourges, à Évreux & à Séez. » Enfin ce chanoine ainsi que sous-chantre de la cathédrale Saint-Étienne d'Auxerre publia, en 1741, le Traité historique et pratique sur le chant ecclésiastique. S'il était un grand historien à l'époque, sa description au regard du pape saint Grégoire Ier n'était pas du tout correcte.
Certes, sa connaissance était si accrue qu'il distinguait le chant romain du chant gallican, notamment en sachant que la caractéristique de ce dernier est sa variété de modes. Pourtant, les études de nos jours indiquent que son fonctionnement était assez ambivalent, car il était exactement le responsable de musique pour l'office néo-gallican qui affaiblissait la pratique du chant grégorien. L'objectif du livre était, en réalité, d'établir la particularité traditionnelle du chant gallican conservé dans les archives françaises.

« ... Dans la composition de ce Recueil, MONSEIGNEUR, j'ai eu principalement en vûe les enfans qui ont toujours fait l'ornement du Chant Ecclésiastique. Par les soins des Maîtres que Votre Grandeur répand dans son Diocèse, tous en sçauront les règles ; plusieurs même seront en état de transmettre à la postérité le goût du Chant Grégorien, pour l'édification de l'Église à laquelle vous présidez si dignement. »

— Dédicatoire de l'abbé Lebeuf à l'archevêque de Paris, De Vintimille du Luc (Traité historique et pratique sur le chant ecclésiastique, 1741)
En fait, la situation était devenue défavorable et instable pour le chant liturgique traditionnel. Après le trépas de Louis XIV en 1715, le cardinal Louis-Antoine de Noailles était décédé en 1729. Son successeur comme archevêque de Paris, Charles-Gaspard-Guillaume de Vintimille du Luc n'avait pas pu résister au jansénisme, au contraire du Roi Soleil. Entre le Saint-Siège et les jansénistes, il était réfugié dans le gallicanisme, à savoir liturgie locale. Par conséquent, de nombreuses modifications et remplacements de texte avaient été autorisées, et il fallait que la musique du chant adapte de nouveaux textes. Et c'était en 1734 qu'avait été choisi l'abbé Lebeuf pour cette fonction, en raison de sa grande connaissance historique du plain-chant. Aussitôt commencée, sa rédaction fut considérablement critiquée par des musicologues. Ainsi fallait-il justifier cette adaptation des mélodies anciennes aux textes neufs. C'est précisément la raison pour laquelle cet abbé cherchait les manuscrits dans les archives. Enfin, entre 1736 et 1737, la publication de l'Antiphonaire parisien suivant le nouveau Bréviaire eut lieu.
Après une succession assez courte de Mgr Jacques-Bonne-Gigault de Bellefonds en 1746, l'archevêque de Paris Christophe de Beaumont ne sortit guère de nouveaux livres liturgiques requis. De sorte que les liturgies locales se multiplièrent.

## Études de l'abbé Léonard Poisson
En dépit de nouvelle décadence, le royaume de France connut un autre personnage qui luttait contre de mauvaises modifications et remplacement du chant, en souhaitant respecter et sauver la tradition du chant grégorien. Il s'agit de Léonard Poisson, curé de Marsangis au diocèse de Sens qui fut un véritable défenseur de ce chant. Son esprit était animé  des mots qui figurent sur la première page  son livre, sorti en 1750 et qui titre  : « PSALLITE SAPIENTER. Chantez avec intelligence, Psaume 46. v. 8. »
L'abbé Poisson précisait qu'il s'agissait du chant grégorien qu'il traitait ainsi que soutenait, et non plain-chant à l'époque, avec son titre le Traité théorique et pratique du plain-chant, appellé (sic) Grégorien.
Cette œuvre est assez étonnante, car la connaissance de l'abbé est parfois proche de la nôtre. Ainsi, il jugeait qu' « Il n'est pas certain que S. Grégoire se soit occupé lui-même à composer du Chant », quoiqu'au XXe siècle encore, de nombreux auteurs attribuassent ce chant au pape saint Grégoire Ier. De nos jours, cette attribution n'est plus défendue. En outre, il précisait qu'il faut que soit effectuée la restauration du chant grégorien avec les manuscrits dès le règne de Charlemagne († 814) jusqu'au Xe siècle :

« Pour procurer un tel bien, & éviter les défauts dont nous venons de parler, il faut consulter ce qu'il y a par-tout de meilleurs Chants, sur-tout les Anciens. Mais quels Anciens, & où les trouver ? Car des Anciens les plus connus, il n'y a plus guère parmi nous que le Romain avant sa réforme, & le Gallican. Il seroit avantageux sans doute d'avoir dans leur pureté les Chants anciens jusqu'au de-là du tems S. Grégoire le Grand : mais où trouver le Chant de ces siècles reculés dans sa pureté, & comment le reconnoître, depuis le mêlange qu'y ont introduit les Italiens & les Gaulois, les uns & les autres ayant confondus l'Italien & le Gallican dès le 9, 10 & 11 siècle, comme l'a si judicieusement remarqué M. Le Beuf dans son Traité Historique du Chant d'Église ? On ne peut donc se mieux fixer pour les Anciens qu'à ceux du siècle de Charlemagne & des deux siècles suivans. C'est dans ce qui nous reste des ouvrages de ce tems, qu'on trouve les vrais principes du Chant Grégorien. Il faut les étudier & se remplir de leurs mélodies ; car ces premier Maîtres tenoient leur Chant des Romains, & les Romains le tenoient des Grecs ; »

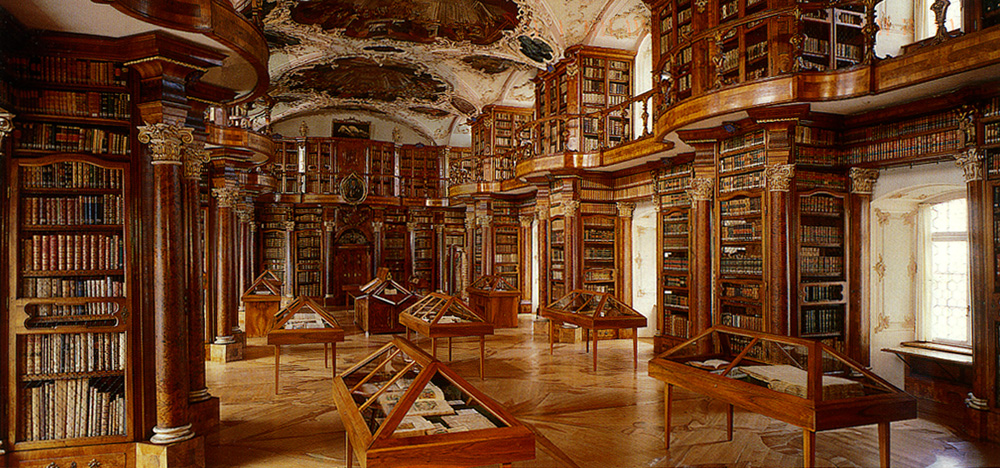
La bibliothèque de l'abbaye de Saint-Gall conserve quelques manuscrits distingués du chant grégorien du Xe siècle, les plus anciens et les plus convenables. L'abbé Léonard Poisson soulignait l'importance des études concernant les manuscrits anciens, du.

Certes, l'abbé Poisson ne savait pas que Pierre Maillart avait prouvé en 1610 que l'origine du chant grégorien était différente de celle de la musique des Grecs, après avoir analysé un nombre considérable de notations. Toutefois, au regard des manuscrits, son avis est tout à fait correct. Ainsi, l'abbaye Saint-Pierre de Solesmes publie dès 2005 un nouvel antiphonaire, Antiphonale monasticum. La rédaction de cette première édition critique fut et est exécutée avec pour base   l'Antiphonaire de Hartker, copié vers 1000 auprès de la bibliothèque de l'abbaye de Saint-Gall. L'atelier de Solesmes avait donc choisi le manuscrit de l'antiphonaire le plus ancien mais le plus convenable. C'est précisément ce que Léonard Poisson soutenait. De plus, le chant grégorien avait été créé, grâce à Charlemagne, non seulement par sa protection pour la liturgie romaine mais également par son soutien de la latinité au sein de la Renaissance carolingienne.
Il est inconvennt que ce livre manque souvent de sources, en dépit de la connaissance profonde de Poisson et de la qualité de l'œuvre. Il est cependant probable que ceux qu'il y mentionnait étaient les personnages qui avaient inspiré celui-ci : le cardinal Giovanni Bona, Wallis à l'université d'Oxford (vraisemblablement John Wallis), Pierre-Jean Burette auprès de l'Académie des inscriptions et belles-lettres, un certain P. Kyrquer, jésuite.
Il écrivit :

« Il y a plus de vingt-cinq ans, ......... je consultai soigneusement les anciens, & je m'y attachai. Après les avoir bien médités, je trouvai leurs principes si raisonnables, leurs règles si sages, leur méthode si naturelle, que mille fois je me suis étonné qu'on les eût abandonné ......... depuis plus d'un siècle. »

Enfin, il analysait leurs méthodes :

« Les plus anciennes sont originairement simples, mélodieuses, coulantes ; elles sont aussi, comme on l'a déjà dit, plus correctes pour l'expression & la liaison des paroles ; elles sont encore plus variées & plus diversifiées ; ce qui est une perfection qu'on ne doit pas négliger. »

Dom Cardine de Solesmes écrivit deux cents ans plus tard, avec ses études approfondies selon les neumes anciens. Si les niveaux de compréhension scientifique ne sont pas identiques, ceux qui concernent confirment l'observation de l'abbé Poisson. Si la Révolution n'avait pas rompu les études grégoriennes en France, la restauration du chant liturgique vers la aurait été achevée plus tôt :

« Il faut reconnaître cependant qu'un musicien moderne ira d'instinct chercher les meilleurs chefs-d'œuvre, et il les rencontrera certainement dans les mélodies originales. Dans ces mélodies il ne trouvera plus seulement des toiles de fond, d'un dessin parfait et de couleurs volontairement neutres, devant lesquelles peuvent être évoqués les sentiments les plus variés, mais un décor pleinement adapté au sens des paroles qu'il s'agit de mettre en valeur. »

— Dom Eugène Cardine, Vue d'ensemble sur le chant grégorien (initialement publiée en 1977 dans les Études grégoriennes, tome XVI)
Dans le domaine pratique, il ne put pas, au contraire, éviter l'influence à l'époque. Il admettait partiellement le faux-bourdon et donc opposait à la restriction de Nevers en faveur de l'unisson. Mais en suivant cet organiste, il approuvait les notes égales, c'est-à-dire rythme particulier de plain-chant, avec la demi-note.

## Méthode de l'abbé François de La Feillée
En tant qu'ecclésiastique, François de La Feillée aussi défendait le chant traditionnel de mauvais compositeurs de « nouveaux chants. »
En 1748, il publia la Nouvelle méthode, pour apprendre facilement les règles du plain-chant et de la psalmodie, Avec des Messes et autres ouvrages en Plain-chant figuré et musical, pour les fêtes solennelles, à voix seule et en parties, à l'usage des Paroisses et Communautés Religieuses, dédiée à Monseigneur l'Évêque de Poitiers chez Jean Faulcon. De nombreuses rééditions furent sorties jusqu'en 1846. L'abbé La Feillée était également la rédacteur d'un antiphonaire romain et d'un graduel romain chez même, à Poitiers.
Dans ce livre, l'auteur expliquait la théorie essentielle du chant grégorien, et, au moins, il tentait de réaliser la coexistence du plain-chant « authentique » et du plain-chant « musical. » La Feillée écrivit :

« Nous avons dit ailleurs que le Plain-chant devoit être plain, uni & battu à l'égard des Répons, Antiennes & autres pièces ; mais les Hymnes, les Proses, les Kyrie, Gloria, Credo, Sanctus & Agnus ne se battent pas, & sont chantés avec plus d'ornement dans la voix. J'ai aussi mis à la suite une Prose où l'on apprendra à chanter le Plain-chant en mouvement, c'est-à-dire à notes inégales. Ce chant n'est point nouveau dans l'Église. »

— Nouvelle méthode, pour apprendre facilement les règles du plain-chant et de la psalmodie, 2e édition, p. 91
S'il est évident, selon ses notations, qu'il n'avait pas consulté les anciens neumes tels ceux de Saint-Gall, son objectif peut être apprécié. Car cette attitude corrigeait l'erreur de Nivers. Avec ses notations des messes telle celle du Gloria, il essayait l'articulation du plain-chant, en annonçant les notations accompagnées des graphies de Solesmes au début du XXe siècle.
Toutefois, selon l'étude récente de Cécile Davy-Rigaux, La Feillée aussi composa et pratiquait quelques messes en plain-chant musical, avec celles de l'unisson ou en alternance.

## Disparition en France
En France, ce n'était pas en 1789 que le chant grégorien disparut. Il s'agissait du 10 août 1793, anniversaire du journée du 10 août 1792 qui provoqua définitivement la disparition des chants liturgiques en latin. Certes, le 8 avril 1802, dimanche de Pâques, les offices romains furent formellement et solennellement rétablis.